# راندال كينيدي
راندال كينيدي (بالإنجليزية: Randall Kennedy)‏ هو أستاذ جامعي أمريكي، ولد في 10 سبتمبر 1954 في كولومبيا في الولايات المتحدة.